# Mavrolithári
Mavrolithári (grec moderne : Μαυρολιθάρι) est une localité située dans le dème de Delphes, dans le district régional de Phocide, dans la périphérie de Grèce-Centrale, en Grèce.
Selon le recensement de 2021, elle compte 115 habitants.

## Histoire
(août 2024).
Le contenu est difficilement compréhensible vu les erreurs de traduction, qui sont peut-être dues à l'utilisation d'un logiciel de traduction automatique.
Pendant l' occupation turque , le village était le siège des conducteurs de char et des voleurs : c'était la maison du conducteur de char Vlaharmatas .
Mavrolithari a été incendiée pendant l' occupation par les Allemands en représailles à l'action des rebelles dans la région. Pendant les opérations de liquidation des Italiens en mai 1943, il y eut une campagne de la Réserve ELAS Dadios vers les montagnes d' Oiti et Giona . Mavrolithari était le siège de leurs réunions.